# Almandino

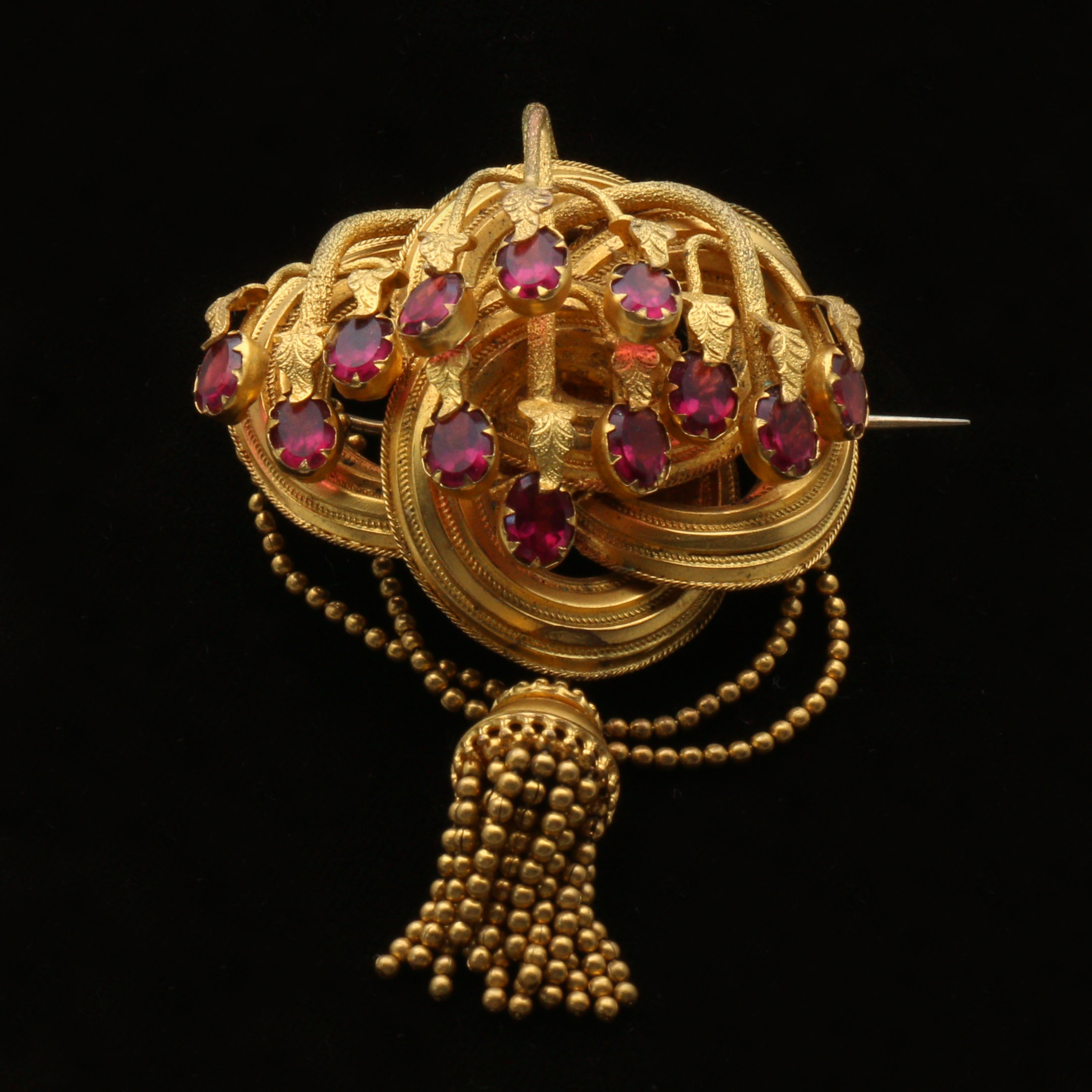
Spilla vittoriana in granato almandino

L'almandino (simbolo IMA: Alm), noto anche come granato di argilla di ferro o granato di allumina di ferro, è un minerale del supergruppo del granato e del gruppo del granato all'interno della classe minerale dei "silicati e germanati" con la composizione chimica Fe3Al2(SiO4)3, quindi chimicamente è un silicato ferro-alluminio che appartiene strutturalmente ai nesosilicati.
L'almandino è l'analogo del ferro della spessartina (Mn3Al2[SiO4]3) e del piropo (Mg3Al2[SiO4]3) e forma con essi una serie di cristalli mist. Poiché l'almandino forma anche cristalli misti con la grossularia (Ca3Al2[SiO4]3), l'almandino naturale ha un corrispondente ampio spettro di composizione con proporzioni più o meno grandi di manganese, magnesio e calcio a seconda delle condizioni di formazione. Inoltre, possono essere presenti tracce di sodio, potassio, cromo e vanadio, e più raramente scandio, ittrio, europio, itterbio, afnio, torio e uranio.

## Etimologia e storia
L'almandino era già noto a Plinio il Vecchio (ca. 23-79 d.C.) con il nome di alabandicus e generalmente apparteneva alle "pietre di carbonchio" (carbunculus), cioè pietre preziose rosse. Prende il nome dall'antica città di Alabanda nella Caria (Asia Minore, oggi nella provincia di Aydın), in Turchia, dove si tramanda che la pietra sia stata lavorata. Alabanda è quindi considerata anche una località tipo per l'almandino.
Nel Medioevo circolavano varie varianti del nome, come alabandina, alabandra e alabanda. Alberto Magno (c. 1200-1280) introdusse il termine alamandina, che corrisponde quasi al nome odierno.
Intorno al 1800, il nome almandino fu infine attribuito da Dietrich Ludwig Gustav Karsten (1768-1810) al granato di argilla di ferro.
Curiosamente, il solfuro di manganese alabandite, che è stato descritto per la prima volta nel 1784 e ha un nome simile, è stato anche chiamato come la città turca di Alabanda, anche se non è stato trovato lì.

## Classificazione
Secondo la classificazione strutturale dell'Associazione Mineralogica Internazionale (IMA), l'almandino appartiene al supergruppo del granato, dove è classificato insieme ad andradite, calderite, eringaite, goldmanite, grossularia, knorringite, morimotoite, majorite, menzerite-(Y), momoiite, piropo, rubinite, spessartina e uvarovite. Forma il gruppo del granato con 12 cariche positive sulla posizione reticolare coordinata tetraedrica.
Nell'obsoleta 8ª edizione della sistematica minerale di Strunz, l'almandino apparteneva alla classe dei minerali dei "silicati" e lì alla sottoclasse dei "nesosilicati", dove si trova insieme a grossularia, piropo e spessartina con le quali forma il gruppo "granati di alluminio" con il numero di sistema VIII/A.06a.
Nella Sistematica dei lapis (Lapis-Systematik) di Stefan Weiß, che è stata rivista l'ultima volta nel 2018 e si basa formalmente su questa vecchie edizione di Strunz per considerazione verso i collezionisti privati e le collezioni istituzionali, al minerale è stato assegnato il numero di sistema e minerale VIII/A.08-020. Ciò corrisponde anche alla divisione "nesosilicati con gruppi [SiO4]", dove l'almandino insieme ad andradite, calderite, eltyubyuite, eringaite, goldmanite, grossularia, henritermierite, holtstamite, hutcheonite, irinarassite, jeffbenite, katoite, kerimasite, kimzeyite, knorringite, majorite, menzerite-(Y), momoiite, morimotoite, piropo, schorlomite, spessartina, toturite, uvarovite e wadalite forma il "gruppo del granato" con il numero di sistema VIII/A.08.
La classificazione di Strunz (anche Strunz-mindat (2024)), che parte dalla Classificazione Nickel-Strunz di seguito poi continuata dal database dei minerali "mindat.org", classifica l'almandino nella classe estesa "9. Silicati (germanati)" e da lì nella sottoclasse "9.A Nesosilicati"; questa è ulteriormente suddivisa in base all'eventuale presenza di anioni aggiuntivi e alla coordinazione dei cationi coinvolti. In base alla sua composizione e struttura, il minerale è classificato nella suddivisione "9.AD Nesosilicati senza anioni aggiuntivi; cationi in coordinazione [6] e/o maggiore", dove forma il "gruppo del granato" con il numero di sistema 9.AD.25 insieme a bitikleite, dzhuluite, usturite, elbrusite, eltyubyuite, eringaite, goldmanite, grossularia, holtstamite, irinarassite, katoite, kimzeyite, knorringite, majorite, menzerite-(Y), morimotoite, spessartina, uvarovite, wadalite, andradite, calderite, piropo, schorlomite, toturite, hibschite e henritermierite.
Nella classificazione dei minerali secondo Dana, che viene utilizzata principalmente nel mondo anglosassone, l'almandino ha il sistema e il numero minerale 51.04.03a.02. Questo corrisponde alla classe dei "silicati" e lì alla sottoclasse dei "minerali nesosilicati". Qui lo si può trovare all'interno della suddivisione "nesosilicati: gruppi SiO4 solo con cationi in coordinazione [6] e >[6]" nel "gruppo del granato (serie della piralspite)", in cui sono classificate anche spessartina, knorringite, majorite e calderite.

## Chimica
L'almandino con la composizione terminale [X]Fe2+3 [Y]Al3+ [Z]Si3O12 è l'analogo del ferro del piropo ([X]Mg2+3 [Y]Al [Z]Si3O12) e si trova solitamente in natura come cristallo misto con piropo, spessartina e grossularia. Con questi membri terminali, almeno a temperature geologicamente rilevanti, c'è una miscibilità illimitata, secondo le seguenti reazioni di scambio:
- {\displaystyle {\ce {^{[X]}Fe^{2+}=\,^{[X]}Mg^{2+}\,\,\,\,}}} (piropo)
- {\displaystyle {\ce {^{[X]}Fe^{2+}=\,^{[X]}Mn^{2+}\,\,\,\,}}} (spessartine)
- {\displaystyle {\ce {^{[X]}Fe^{2+}=\,^{[X]}Ca^{2+}\,\,\,\,}}} (grossularia)

Per la serie di miscelazione almandino-grossularia, non è stata trovata alcuna prova di un divario di miscelazione. Solo per i cristalli misti piropo-grossularia-almandino ricchi di piropo è stato rilevato un gap di miscelazione a temperature inferiori a circa 600 °C.
Nella posizione Y coordinata ottaedrica, Al3+ può essere sostituito da Fe3+, secondo la reazione di scambio:
- {\displaystyle {\ce {^{[Y]}Al^{3+}=\,^{[Y]}Fe^{3+}\,\,\,\,}}} (skiagite)

I granati ricchi di almandino di solito si formano durante la metamorfosi delle peliti e sono spesso suddivisi in zone. Con l'aumentare della metamorfosi, cioè dell'aumentare della temperatura e della pressione, crescono granati con un nucleo ricco di spessartina e grossularia, che diventano più ricchi di almandino e piropo verso il bordo. I margini ricchi di spessartina, d'altra parte, indicano una crescita del granato con metamorfismo discendente e basse temperature. La correlazione dei contenuti di ferro, manganese e magnesio consente di trarre conclusioni sulla reazione minerale attraverso la quale il granato si è formato durante la metamorfosi.

## Abito cristallino
L'almandino cristallizza nel sistema cubico nel gruppo spaziale Ia3d (gruppo nº 230) oltre a 8 unità di formula per cella unitaria. Ci sono numerose determinazioni per la lunghezza del bordo della cella unitaria cubica sia di cristalli misti naturali che di almandini sintetici. Ad esempio, per l'elemento finale dell'almandino puro, il parametro del reticolo è dato come a = 11,526 Å o a = 11,525 Å.
La struttura è quella del granato. Il ferro (Fe2+) occupa le posizioni X, che sono dodecaedriche circondate da 8 ioni ossigeno ed esegue un'oscillazione chiaramente asimmetrica attorno al centro della posizione. Lo ione ferro è un po' troppo piccolo per la posizione dodecaedrica. L'alluminio (Al3+) occupa la posizione Y, che è ottaedrica circondata da 6 ioni ossigeno, e la posizione Z, che è tetraedrica circondata da 4 ioni ossigeno, è occupata esclusivamente dal silicio (Si4+).
In alcuni cristalli misti naturali di grossularia-almandino, sono state osservate birifrangenza e formazione di zonazione settoriale. La spiegazione di questa birifrangenza è una distribuzione parzialmente ordinata di ferro e magnesio da un lato e calcio dall'altro sulla posizione X della struttura del granato. Recenti studi su un ampio gruppo di granati di alluminio non hanno trovato prove affidabili di una riduzione della simmetria e dell'ordine dei cationi. Le sollecitazioni reticolari (birifrangenza da sforzo) sono menzionate come causa della birifrangenza.

## Proprietà
L'almandino è antiferromagnetico con una temperatura di Néel di 7,5 K. Contiene due subreticoli magnetici equivalenti.

## Modificazioni e varietà
Le rodoliti sono varietà di almandino dal rosa al rosso-viola che sono in realtà cristalli misti di almandino-piropo con un rapporto di miscelazione di magnesio e ferro ≈ 2:1 e una densità di circa 3,84 g/cm³. I giacimenti noti per la rodolite includono Brasile, India, Kenya, Madagascar, Messico, Zambia e Tanzania.
Il granato malaya è anch'esso un cristallo misto almandino-piropo, ma di un colore arancio piuttosto rossastro. Prende il nome dalla parola swahili malaya che significa "fuori dalla famiglia".

## Origine e giacitura
L'almandino è un minerale caratteristico delle rocce metamorfiche come il micascisto, l'anfibolite, la granulite e lo gneiss. A partire da circa 450 °C, il granato ricco di almandino si forma nella reazione di cloritoide + biotite + H2O a granato + clorito. A partire da circa 600 °C, il granato si forma durante l'estrazione della staurolite, e anche quando iniziano le fusioni delle rocce, i granati possono ancora formarsi, ad esempio durante la reazione di biotite + sillimanite + plagioclasio + quarzo a granato + K-feldspato + fuso. Solo a temperature di 900 °C il granato si degrada in spinello + quarzo o, ad alte pressioni, in ortopirosseno + sillimanite.
Tuttavia, i granati ricchi di almandino possono formarsi anche in rocce ignee come il granito e la pegmatite di granito. I cristalli sono solitamente incorporati nella roccia madre e separati dagli altri cristalli di almandino. Granati con il più alto contenuto di almandino conosciuto, pari all'86,7%, sono stati trovati a Kayove in Ruanda, ma cristalli ricchi di almandino di circa il 76% sono stati trovati anche in Germania, nel Bodenmais.
Come formazione minerale comune, l'almandino può essere trovato in molti siti, ne sono noti circa 2200. L'almandino è accompagnato da vari anfiboli, cloriti, plagioclasi e pirosseni, nonché andalusite, biotite, cordierite, ematite, cianite, sillimanite e staurolite.
Oltre alla sua località tipo, Alabanda, il minerale è presente in Turchia solo negli anfiboliti di granato vicino a Çamlıca sul lato asiatico di Istanbul.
In Italia l'almandino è stato trovato in numerosi siti distribuiti in varie regioni; solo per citarne alcuni: Courmayeur e Nus (Val d'Aosta); Delianuova e Colle del Telegrafo (Vibo Valentia), in Calabria; Monte Somma (Campania); Allumiere (Lazio); Voltri e Borghetto di Vara (Liguria); Dosso del Liro, Colico, Cosio Valtellino e Cuasso al Monte (Lombardia); Brossasco, Trasquera e Ornavasso (Piemonte); Calangianus e Sant'Antonio di Gallura (Sardegna); isola di Lampedusa (Sicilia); Burgraviato, Selva dei Molini e Comasine (Trentino Alto-Adige).
In Germania, l'almandino è stato trovato in diverse località della Foresta Nera (Friburgo in Brisgovia, miniera "Clara" nell'Oberwolfach) nel Baden-Württemberg, in molte località della Baviera (Foresta bavarese e Foresta dell'Alto Palatinato, Spessart), nei pressi di Ruhlsdorf/Eberswalde-Finow nel Brandeburgo, in alcune località dell'Odenwald (Erlenbach, Lindenfels), nei pressi di Bad Harzburg in Bassa Sassonia, nei pressi di Bad Doberan nel Meclemburgo-Pomerania Anteriore, vicino a Perlenhardt e al Drachenfels (Königswinter) nella Renania Settentrionale-Vestfalia, in molte località dell'Eifel in Renania-Palatinato, nella miniera "Gottesbelohnung" vicino a Schmelz nel Saarland, nella cava di Diethensdorf e vicino a Penig, nonché in molte località dell'Erzgebirge in Sassonia e in alcune località dello Schleswig-Holstein (Barmstedt, Kiel, Schleswig, Travemünde).
In Austria, il minerale è stato trovato principalmente in Carinzia nelle Alpi della Gurktal e nella Saualpe, nelle Koralpe dalla Carinzia alla Stiria e nelle Alpi dei Tauri orientali, ma anche in diverse località della Bassa Austria (nella Wachau e nel Waldviertel), Salisburgo (Alti Tauri), nella valle tirolese del Gurgler e nella Zillertal, nonché in alcuni siti dell'Alta Austria e del Vorarlberg.
In Svizzera, campioni di almandino sono stati trovati solo in poche località dei cantoni Ticino (massiccio del San Gottardo) e Vallese (Binntal).
Tra i siti noti per gli straordinari ritrovamenti di almandino ci sono le pegmatiti di Ishikawa nella prefettura di Fukushima sull'isola giapponese di Honshū e Shengus su Haramosh in Pakistan, dove sono stati scoperti cristalli di almandino ben formati fino a 15 centimetri di diametro. Cristalli di dimensioni fino a 5 centimetri sono stati trovati negli scisti di mica e negli gneiss vicino a Fort Wrangell in Alaska e vicino a Bodø in Norvegia, tra gli altri luoghi. Almandini di notevoli dimensioni sono stati trovati anche in Italia, in Alto Adige, sul Granatenkogel nella Seebertal.
Altri siti includono sono stati trovati sparsi per tutto il mondo.
L'almandino potrebbe anche essere rilevato in campioni di roccia provenienti dalla Luna.

## Utilizzi
L'almandino è il tipo di granato più abbondante al mondo e spesso si presenta in qualità degne di essere tagliate con una forte lucentezza simile al vetro, che lo rende una pietra preziosa ricercata.
Come la maggior parte degli altri minerali della famiglia dei granati, è usato principalmente come pietra preziosa, che viene tagliata in sfaccettature o cabochon, a seconda della sua purezza e chiarezza. Le varietà meno nobili, cioè troppo scure e opache, vengono utilizzate come abrasivi.
C'è il rischio di confusione soprattutto con le diverse varietà di granato a causa della predominante formazione di cristalli misti tra i singoli membri terminali. Inoltre, l'almandino può anche essere confuso con il rubino, lo spinello e le tormaline rosse. A causa della difficoltà di distinguere, i vari nomi di granato sono ora spesso usati come designazioni di colore nel commercio di pietre preziose, con l'almandino e la rodolite che rappresentano i granati dal rosa al viola.
La più grande gemma di almandino conosciuta e tagliata fino ad oggi è un cabochon di 175 ct, che è conservato nella Smithsonian Institution di Washington.

## Forma in cui si presenta in natura

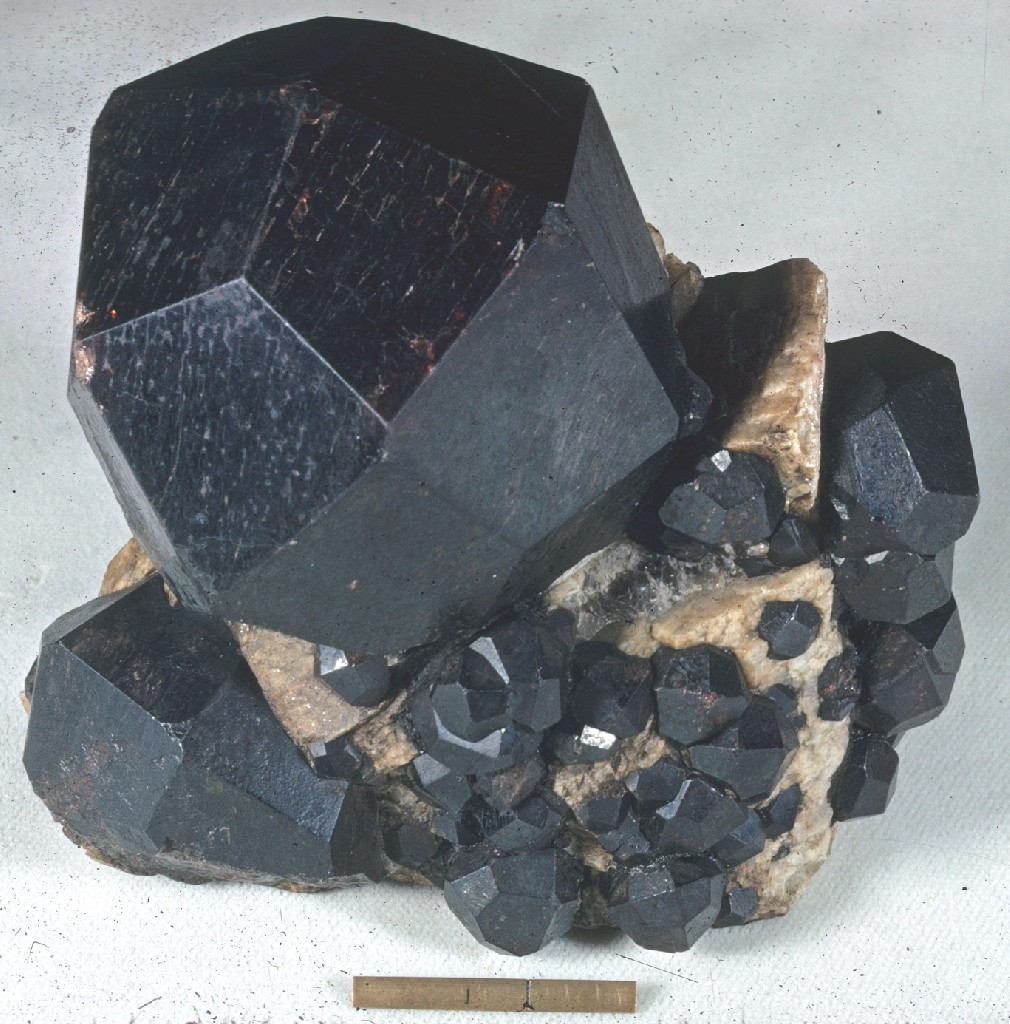
Cristalli di almandino dal Massachusetts

Il minerale è da trasparente a traslucido e sviluppa tipicamente dodecaedri rombici o traedri di icosite, così come combinazioni di queste forme cristalline che appaiono quasi sferiche. Spesso si trovano anche aggregati minerali da granulari a massicci. In generale, i cristalli di almandino possono raggiungere una dimensione di diversi centimetri di diametro. Tuttavia, sono stati scoperti anche cristalli giganti fino a un metro di diametro. Il colore dell'almandino di solito varia tra il rosso scuro e il viola-rossastro, ma può anche essere rosso brunastro o quasi nero, mentre il colore del suo striscio è bianco.